# 慶野松原

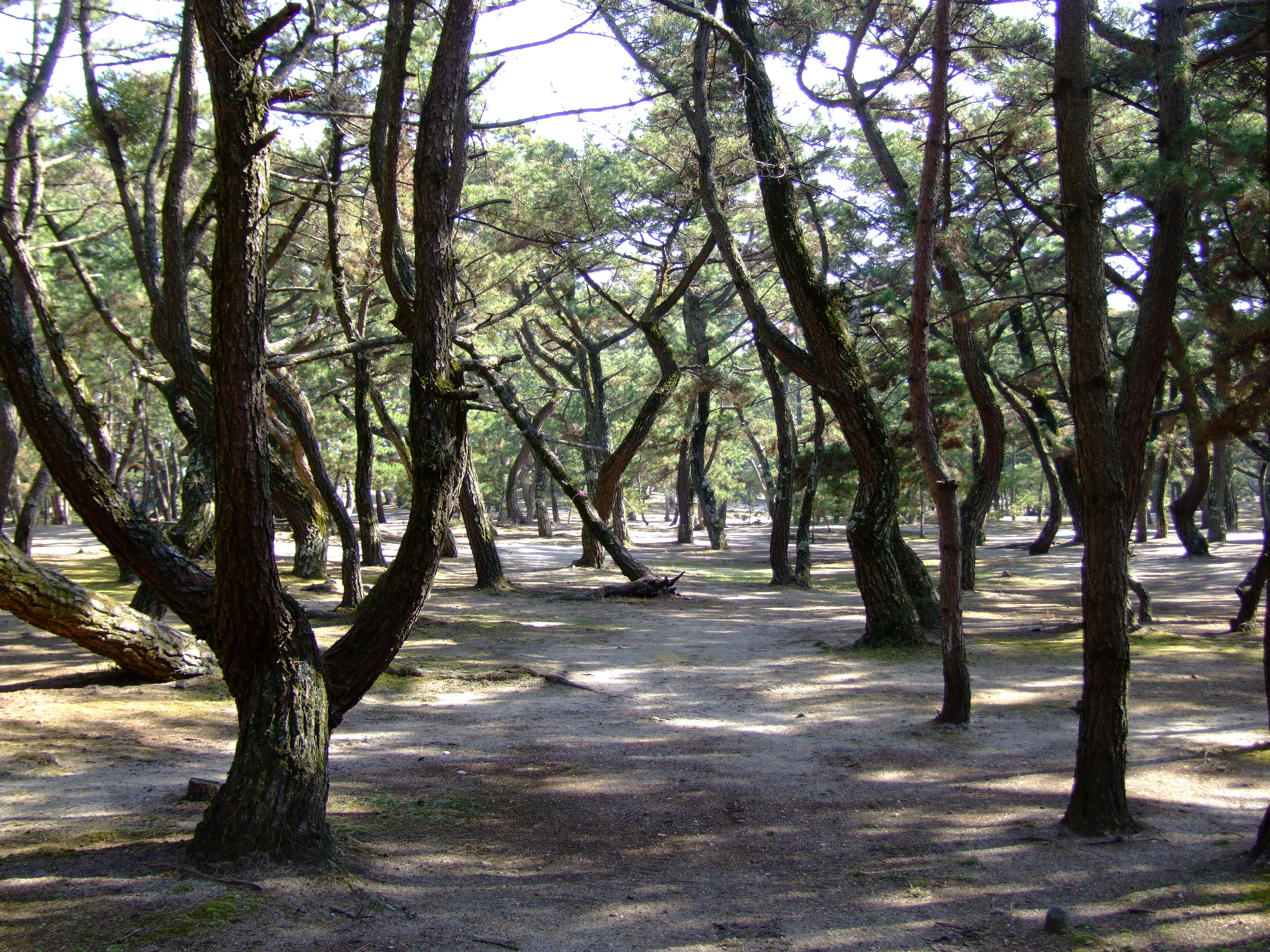
慶野松原

慶野松原（けいのまつばら）は、淡路島の西側、播磨灘に面した兵庫県南あわじ市松帆古津路から松帆慶野にある松原である。国指定の名勝。

## 概要
三原川河口北側の砂浜、約2.5kmに渡って約5万本のクロマツ林が広がる景勝地である。様々な枝ぶりを見せる松林内には、1997年（平成9年）に地域特産の淡路瓦をふんだんに用いた「プロポーズ街道」の名の散策路が整備されている。また、播磨灘に沈む夕陽や遥か沖合に浮かぶ小豆島の姿が美しい。さらに北には、兵庫県の郷土記念物に指定された5色の小石が美しい五色浜が続いている。
1928年（昭和3年）に国の名勝に指定。1955年（昭和30年）に瀬戸内海国立公園（指定区域）に指定されている。また、日本の白砂青松100選、日本の渚百選、日本の夕陽百選に選ばれている。
古くは柿本人麻呂によってこの地が『万葉集』に詠まれている。国民宿舎慶野松原荘の北側にはこの歌碑が建てられている。
「飼飯（けひ）の海の 庭よくあらし刈薦（かりごも）の 乱れ出づ見ゆ 海人（あま）の釣船 」
江戸時代には徳島藩が所有して松林を育成していたが、第二次世界大戦時に食糧増産のために一部が開墾されて、往時の規模は失われている。

## 慶野松原海水浴場
後背地に松林を抱えた海水浴場は環境省により、2001年（平成13年）に日本の水浴場88選、2006年（平成18年）に快水浴場百選の特選に選ばれている。7月下旬には花火大会が開催される。
松林内にはキャンプ場も設けられている。